# Robert Knecht
Pour les articles homonymes, voir Knecht.
Robert Jean Knecht, né le 20 septembre 1926 et mort le 4 novembre 2023 est un historien britannique, spécialiste du XVIe siècle en France, et professeur émérite d'Histoire de France à l'Université de Birmingham où il a enseigné de 1956 à 1994.

## Biographie
Fils unique de parents français vivant à Londres, il étudie au Lycée français et au Salesian College de Farnborough. Il est également diplômé du King's College en 1948, et nommé professeur en 1949. En 1953, il reçoit un Master of Arts de l'Université de Londres à la suite d'une thèse sur le cardinal John Morton et ses homologues. 
Au cours des années 1950, Knecht voyage beaucoup en Europe. En 1970, il commence à s'intéresser à l'histoire de France au XVIe siècle, et débute des travaux de recherche sur François Ier de France, et publie ses premiers travaux en anglais sur le roi en 1982. Ces derniers font l'objet d'une révision complète à l'occasion des 500 ans de la naissance du monarque en 1994. Depuis lors, il a publié quelque vingt ouvrages sur cette période de l'histoire de France.
En 1977, Knecht commence à travailler étroitement avec un groupe d'historiens de l'art français mené par André Chastel et Jean Guillaume, et participe à plusieurs de leurs universités d'été. En mai 1994, il devient professeur vacataire à l'École des hautes études en sciences sociales de Paris. En 2001, il devient Chevalier de l'Ordre des Palmes académiques. Il est promu au rang d'officier en août 2010. Il est également professeur associé à la Royal Historical Society, membre élu de la Société de l'Histoire de France, et cofondateur et ancien président de la Society for the Study of French History (1994–97) et de la Society for Renaissance Studies (1989–92).

### Ouvrages originaux en anglais
- Catherine de' Medici, London and New York: Longman, 1998.  (ISBN 0-582-08241-2).
- The French Renaissance Court, Yale University Press, 2008,  (ISBN 0-300-11851-1)
- The Valois: Kings of France 1328-1589, 2007   (ISBN 1-852-85522-3)
- The French Religious Wars 1562-1598, 2002,   (ISBN 1-84176-395-0)
- The Rise and Fall of Renaissance France: 1483-1610, 2002,  (ISBN 0-631-22729-6)
- Renaissance Warrior and Patron. The Reign of Francis I, Cambridge University Press, 1994,  (ISBN 0-521-41796-1)

### Ouvrage en français
- Un prince de la Renaissance : François Ier et son royaume [« Renaissance Warrior and Patron : the Reign of Francis I »]  (trad. Patrick Hersant), Paris, Fayard, coll. « Chroniques », 1998, 697 p. (ISBN 2-213-60085-6, présentation en ligne), [présentation en ligne], [présentation en ligne].
- Catherine de Médicis. Pouvoir royal, Amour maternel, Bruxelles, Le Cri, 2003 (352 pages)  (ISBN 2871063176)